# Medalla Henry Dunant

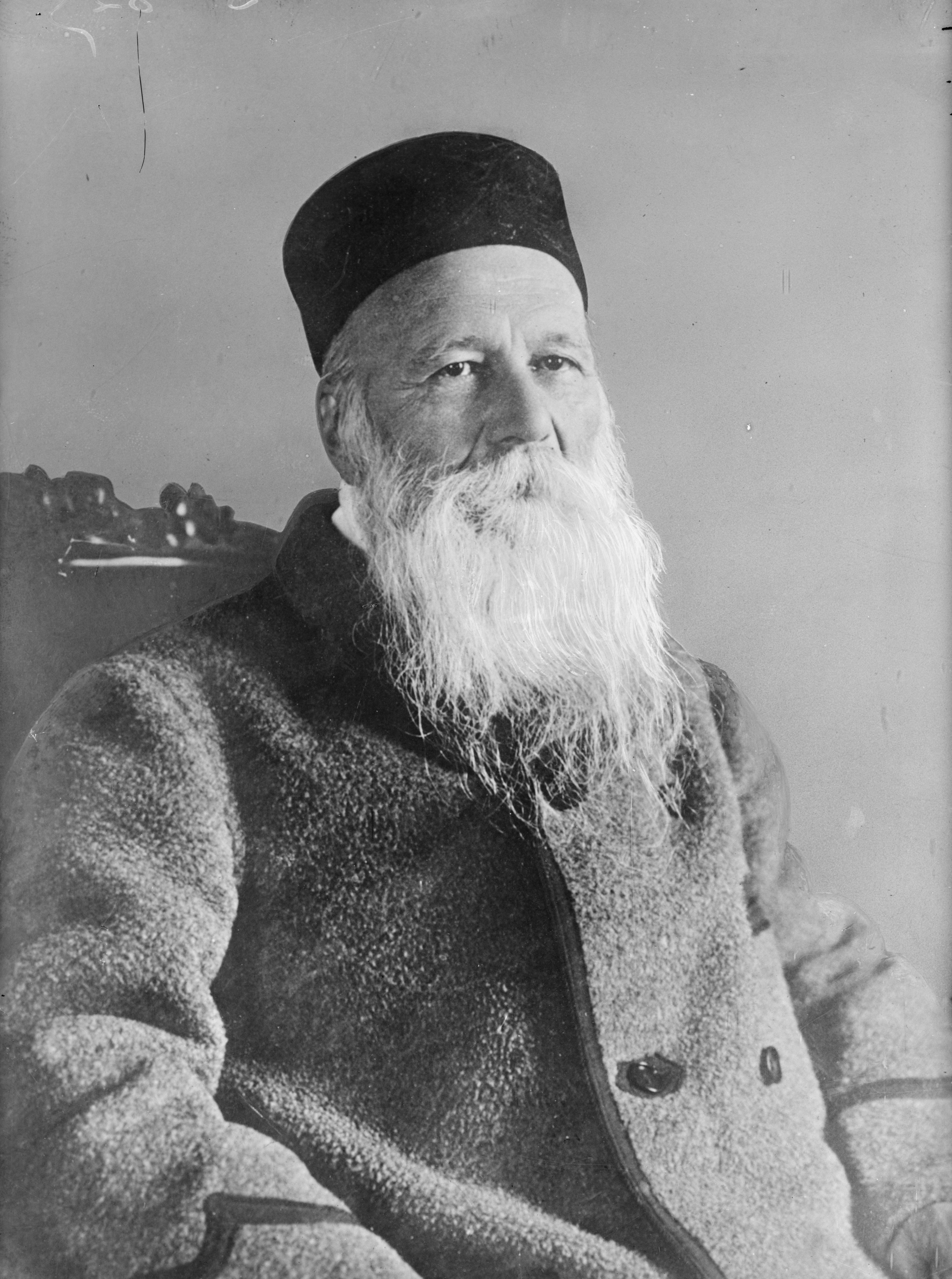
Jean Henry Dunant

La Medalla Henry Dunant es una condecoración de carácter civil, la más alta distinción entregada por la Comité Internacional de la Cruz Roja, CICR. Está dedicada a Henry Dunant, uno de los cinco fundadores de dicho comité.  La idea de la Medalla fue presentada y aprobada por el Consejo de Delegados en 1963, al cumplir los 100 años del Movimiento de la Cruz Roja y Media Luna Roja Internacional.  En 1965, en la Conferencia Internacional de la Cruz Roja celebrada en Viena, y bajo los esfuerzos de la Cruz Roja Australiana, quedó establecida la Medalla.
La Comisión Permanente es la facultada para otorgar las mismas, hasta un máximo de 5 cada dos años.  Se podrán otorgar medallas adicionales si las circunstancias sean propicias y justificables.

## Galardonados
- Pierre-André Tacier 1969. El exdelegado del CICR "por su valentía en el campo de batalla".[1] Primera persona viva en recibir esta medalla.
- Robert Carlson 1969, CICR, Cruz Roja Sueca.
- Dragan Hercog 1969, CICR Cruz Roja de Yugoslavia.
- Frantisek Janouch 1969, Cruz Roja Checoslovaca.
- John MacAulay 1971, Cruz Roja Canadiense.
- Justice Adefarasin
- Phlech Phiroun 2001, antiguo presidente de la Cruz Roja de Camboya.
- Abdul Aziz Mudarris 1983, ganó la medalla Henry Dunant por haber establecido la Media Luna Roja en Arabia Saudí en 1962, fue el primer presidente de la Media Luna Roja de aquel país.
- Roger Durand 2001, fundador y presidente de la Sociedad Henry Dunant desde 1975 y antiguo vicepresidente de la Cruz Roja Suiza
- Monique Basque, 2003. El expresidente de la Cruz Roja de Costa de Marfil.
- Frits Kalshoven, 2003. Distinguido jurista, especialista en Derecho Internacional Humanitario.
- André Durand, 2003. Antiguo delegado del CICR sobre el terreno y autor de una historia sobre el CICR y su movimiento.
- Noreen Minogue, 2003. Antiguo secretario general adjunto de la Cruz Roja Australiana y promotor reconocido del Derecho Internacional Humanitario.
- Voluntarios de las Sociedades Nacionales de la Cruz Roja de India, Indonesia, Sri Lanka y Tailandia 2005, los cuatro países más afectados por el devastador tsunami del 26 de diciembre de 2004: India, Indonesia, Sri Lanka y Tailandia.
- General Bjørn Egge, 2005. Antiguo presidente de la Cruz Roja Noruega
- Princesa Cristina de Suecia, 2005. Antigua presidente de la Cruz Roja Sueca y miembro de la Comisión Permanente de la Cruz Roja y de la Media Luna Roja.
- Mekonnen Muluneh, 2005. Miembro de la Sociedad de la Cruz Roja de Etiopía.
- Jean Pictet, 2005 (a título póstumo). Principal artífice de los Convenios de Ginebra de 1949 y antiguo vicepresidente del Comité Internacional de la Cruz Roja.
- James Joseph Carlton, 2007. Antiguo secretario general de la Cruz Roja Australiana y el ministro de Salud de aquel país de 1982 a 1983.
- Christoph Hensch, 2007. Antiguo delegado del CICR y sobreviviente del trágico atentado en el hospital de la Cruz Roja en la ciudad chechena de Novye Atagi, en 1996.
- Alexander Dumba Ika, 2007. El exjefe de la Cruz Roja Congoleña servicio de búsquedas en Ituri y jefe de la delegación del CICR en Bunia
- Josiane Gabel, 2007. Antiguo delegado de la Cruz Roja Francesa en el Congo y en Chad y director Nacional de Primeros Auxilios de la Cruz Roja de Chad.
- Ahmad Abu Goura
- Datuk Datin Paduka Ruby Lee, 2009. Antiguo secretario general de la Sociedad Malaya de la Media Luna Roja.
- Shimelis Adugna 2011. Antiguo presidente de la Cruz Roja Etíope y ministro de Trabajo y Asuntos Sociales de aquel país.[2]
- Astrid Nøklebye Heiberg 2011. Antiguo presidente de la Cruz Roja Noruega y de la Federación Internacional de Sociedades de la Cruz y la Media Luna Roja.[2]
- Bosko Jakovljevic 2011, Cruz Roja de Serbia
- Tom Buruku, 2013. Secretario General de la Sociedad de la Cruz Roja de Uganda.
- Alberto Cairo, 2013. Director del programa ortopédico del CICR en Afganistán
- Meneca de Mencía, 2013. Presidenta de la Cruz Roja Hondureña por más de 30 años.
- Barcazas Hamound Al-Barges, 2013. Miembro fundador de la Sociedad de la Media Luna Roja de Kuwait, desde 1994.[3]
- Stephen Davey 2015, Federación Internacional, Cruz Roja Británica
- Mamdouh Gabr 2015, Federación Internacional, Sociedad de la Media Luna Roja Egipcia.
- Ahmed Mohamed Hassan 2015, Sociedad de la Media Luna Roja de Somalia.
- Monowara Sarkar 2015, Sociedad de la Media Luna Roja de Bangladés.
- Michael Bothe 2017, Cruz Roja Alemana.
- Arthur Agany Poole 2017, Cruz Roja de Sudán del Sur.
- Manuela Cabero Moran, 2019. Miembro de la Cruz Roja Española.
- Michael Meyer, 2019. Miembro de la Cruz Roja Británica.
- Mario Villaroel Lander, 2019. Presidente de la Cruz Roja de Venezuela y expresidente de la Federación Internacional de Sociedades de la Cruz Roja y La Media Luna Roja.[4]
- Manuel Salazar Álvarez, 2021. Miembro de la Cruz Roja Costarricense.